# Tadeusz Romer
Tadeusz Ludwik Romer (Kaunas, 6 dicembre 1894 – Montreal, 23 marzo 1978) è stato un politico e diplomatico polacco.

## Biografia
Proveniente da una famiglia di ricchi proprietari terrieri, Tadeusz era figlio di Bronisław e della contessa Maria Jundziłłów (pronipote del generale Michał Cichocki, figlio illegittimo di re Stanislao II Augusto Poniatowski di Polonia e della sua amane, Magdalena Agnieszka Sapieżyna). Dopo la prematura scomparsa dei suoi genitori, venne educato presso la scuola di Sant'Anna di Cracovia dove si diplomò nel 1913. Nel 1917 si laureò in giurisprudenza presso l'Università di Losanna ed poi in scienze politiche presso l'Università di Friburgo.
Durante gli anni della prima guerra mondiale, rimase in Svizzera dove fu segretario del Comitato generale svizzero per l'assistenza alle vittime di guerra in Polonia con sede a Vevey. In questo lavoro fu uno stretto collaboratore del presidente Henryk Sienkiewicz.
Fu segretario personale di Roman Dmowski nel 1919. Successivamente entrò a far parte del ministero degli esteri polacco e prestò servizio come ambasciatore in Italia, Portogallo e Giappone (1937-1941) e poi in Unione Sovietica (1942-1943). Venne quindi nominato ministro degli affari esteri del Governo polacco in esilio (1943-1944). Dopo la guerra si stabilì in Canada ove ottenne un posto come lettore alla McGill University.
Dall'agosto del 1940 al novembre del 1941, si impegnò particolarmente a favore dei polacchi che scappavano dalla madrepatria e dalla Germania, mettendosi in prima linea per far ottenere ai suoi connazionali delle carte di transito per Giappone, Canada, Australia, Nuova Zelanda, Burma e Palestina oltre a carte d'immigrazione per gli Stati Uniti ed i paesi dell'America latina, aiutando in total quasi 2000 persone, in buona parte ebrei, che si insediarono poi a Kōbe, in Giappone e nel Ghetto di Shanghai in Cina.